# Сидорово (Юкаменский район)
Си́дорово — опустевшая деревня в Юкаменском районе Удмуртии России. Входит в состав Ёжевского сельского поселения.

## География
Расположен в северо-западной части региона, в пределах Красногорской возвышенности, у реки Лекма.
В деревне, не имеющей жителей, на январь 2021 года числилась улица Школьная.

## Население
В 2007 году численность постоянного населения деревни составляла 4 человека.
| 2007 | 2010 | 2012 |
| ---- | ---- | ---- |
| 4    | ↘0   | →0   |

## Инфраструктура
Деревня обслуживается почтовым отделением 427690 в д. Починки.